# Sam Davis
Samuel Davis (Ocilla, 5 luglio 1944 – McKeesport, 10 settembre 2019) è stato un giocatore di football americano statunitense che ha militato nel ruolo di offensive guard nella National Football League (NFL).

## Carriera
Davis non fu scelto nel Draft NFL 1967 ma firmò con i Pittsburgh Steelers. Dopo non essere partito titolare in alcuna delle sue prime tre stagioni, divenne la guardia sinistra titolare di Pittsburgh dal 1970 al 1979. Nel 1970, il secondo anno da allenatore di Chuck Noll, Davis sostituì Larry Gagner e disputò come partente tutte le 14 partite. Fino al 1979 giocò accanto all'offensive tackle sinistro Jon Kolb, vincendo quattro Super Bowl (IX, X, XIII, and XIV). Tuttavia, Davis si infortunò al piede prima del primo Super Bowl e fu Jim Clack a partire come titolare nel Super Bowl IX, mantenendo tale ruolo nell'anno successivo e nel Super Bowl X. Nel 1980 il suo ruolo fu preso da Ray Pinney.

## Palmarès

### Franchigia
- Super Bowl : 4

Pittsburgh Steelers: IX, X, XIII, XIV
- American Football Conference Championship: 4

Pittsburgh Steelers: 1974, 1975, 1978, 1979